# Mariquita
Mariquita – miasto w Kolumbii, w departamencie Tolima.